# Softwar
Softwar (« La guerre douce » ou « guerre des programmes ») est un roman de type thriller technologique, de Thierry Breton et Denis Beneich publié en 1984 aux Éditions Robert Laffont et traduit dans une dizaine de pays.

## Synopsis
Le roman met en scène Brendan, enseignant en informatique américain, recruté par la National Software Agency ou NSA (service qui présente des similitudes avec la National Security Agency), et Ioulia, l'une de ses anciennes élèves soviétiques, pendant les années 1980, en pleine guerre froide entre les États-Unis d'Amérique et l'URSS.
L'histoire débute par la vente aux soviétiques de la part de la France d'une station de calcul météorologique Cray-1 et des logiciels associés. Profitant d'un contrôle sur les exportations stratégiques vers l'URSS, la station est dotée secrètement d'une bombe logicielle par des agents de la NSA. La station de calcul tombe justement en panne le jour d'une visite d'autorités soviétiques et refonctionne normalement le lendemain sans qu'aucune intervention ne soit nécessaire. Ioulia et son adjoint comprennent que quelques lignes de code supplémentaires rendent inopérationnelle la station de calcul si certaines données météorologiques de l'île de Saint-Thomas, des Îles Vierges américaines, transitent par l'ordinateur.
Lorsque Ioulia a l'occasion de contrôler une nouvelle station de calcul en provenance de l'Occident, elle se met à enquêter sur celle-ci et parvient à déterminer qu'il y a une anomalie, non pas sur l'ordinateur américain, mais sur les ordinateurs périphériques, de conception soviétique. Après vérification, elle découvre que tous les ordinateurs soviétiques ont été modifiés physiquement par l'adjonction d'un composant de contrôle externe à base de processeur Zilog Z80 et de deux ROMs. Le mot de passe « VENIK » placé par quiconque à une adresse précise de la mémoire vive provoque l'effacement intégral des logiciels et la destruction physique des ordinateurs visés, entraînant la paralysie certaine de toute l'activité (transports, électricité, industrie…) de la région contrôlée par ces ordinateurs.
Elle comprend alors que ce sont les services secrets soviétiques qui ont ajouté ce système afin d'avoir un moyen de pression efficace sur le pays ou sur une région donnée en cas de problème politique ou militaire.
Elle est missionnée par Mikhaïl Gorbatchev, alors qu'il n'est pas encore secrétaire général du Parti communiste de l'Union soviétique, pour se rendre à Genève afin de dénoncer les méfaits des américains lors d'un sommet fort médiatisé. Son ex-amant et ancien professeur au Massachusetts Institute of Technology, Brendan, chargé de la décourager à faire sa déclaration officielle, parvient à la rencontrer la veille. Ioulia lui révèle alors sa découverte et son intention de renoncer à dénoncer le sabotage américain. Elle enjoint Brendan de diffuser auprès de la presse l'information sur sa découverte afin que les services secrets soviétiques soient incités à retirer le système secret de destruction qu'ils ont mis en place.